# Leopold 2. af Belgien
Leopold II (fulde franske navn Léopold Louis Philippe Marie Victor, fulde nederlandske navn Leopold Lodewijk Filips Maria Victor 9. april 1835 – 17. december 1909) efterfulgte sin far, Leopold I som konge af Belgien i 1865 og forblev landets regent frem til sin død 43 år senere.
Uden for Belgien huskes han hovedsageligt for at have grundlagt og ejet Congo-fristaten, som var et privat projekt, der gik ud på at hente gummi og elfenben her gennem slaveri, og han blev i den sammenhæng ansvarlig for mellem 5 og 22 mio. menneskers død. Da disse forhold blev afsløret, var Leopold II tvunget til at overgive området til den belgiske stat under navnet Belgisk Congo, nu Demokratiske Republik Congo.

## Familie
Leopold II's mor, Louise af Orléans, fik i alt tre sønner og en datter. Han blev familiens ældste barn, selvom han blev født som nummer to, da familiens førstefødte døde året efter sin fødsel.
22. august 1853 giftede han sig med Ærkehertuginde Marie Henriette Anne af Østrig, sammen fik de fire børn:
- Louise Marie Amélie (18. februar 1858 – 1. marts 1924). Blev gift med Prins Philip af Sachsen-Coburg og Gotha.

- Léopold Ferdinand Elie Victor Albert Marie (12. juni 1859 – 22. januar 1869). Blev Greve af Hainaut og Hertug af Brabant.

- Stéphanie Clotilde Louise Herminie Marie Charlotte (21. maj 1864 – 23. august 1945). Blev først gift med Kronprins Rudolf af Østrig og senere Elemér Edmund Graf Lónyay de Nagy-Lónya et Vásáros-Namény.

- Clémentine Albertine Marie Léopoldine (30. juli 1872 – 8. marts 1955). Blev gift med Napoléon Victor Bonaparte.

Sammen med sin elskerinde og senere hustru Caroline Lacroix (født Blanche Zélia Joséphine Delacroix) fik han sønnerne:
- Lucien Philippe Marie Antoine, (1906 – 1984).

- Philippe Henri Marie François, (1907 – 1914).

Da der ikke var nogle overlevende sønner i ægteskabet med Marie Henriette, efterfulgtes Leopold af sin nevø, Albert.